# وضعیت رفع خطر
وضعیت رفع خطر (به انگلیسی: Fail-Safe) فیلمی به کارگردانی سیدنی لومت محصول کشور ایالات متحدهٔ آمریکا است.